# Pseudagapostemon similis
Pseudagapostemon similis är en biart som beskrevs av Cure 1989. Pseudagapostemon similis ingår i släktet Pseudagapostemon och familjen vägbin. Inga underarter finns listade i Catalogue of Life.